# 楊德才 (羽毛球運動員)
楊德才（罗马拼音：Yeoh Teck Chye，1923年12月14日—?），馬來西亞前男子羽球運動員。
1948年，楊德才成為雪蘭莪州男子單打冠軍，1949年獲得亞軍。在後一年，他在男子雙打比賽中贏得了曾官良的馬來西亞羽球公開賽。
楊德才在1948/49賽季代表馬來亞贏得第一屆湯姆斯盃世界冠軍。在與美國的半決賽中，他與搭檔曾官良先後對陣柯林頓·史蒂芬斯、鮑伯·威廉斯組合，以及大衛·G·佛里曼、溫·羅傑斯組合，結果兩點皆獲勝。在與丹麥的決賽中，兩人先後對陣波爾·霍爾姆、伊布·歐列森組合，以及約恩·斯考勞普、普雷本·達貝爾斯汀組合，也是兩點都獲勝，為馬來亞在第一屆湯姆斯盃的奪冠奠定了基礎。
1952年，楊德才並未入選湯姆斯盃馬來亞代表隊，由伊斯邁·馬揚取得全國選拔賽的資格。
楊德才後來從事政治生涯。